# إتي إيلي نيبي
إتي-إيلي-نيبي أو إيتي إيلي نيبي وهو الملك الثاني في سلالة القطر البحري التي نشأت على سواحل الخليج العربي وسميت أيضا بسلالة بابل الثانية لانها نشئت في جنوب بلاد بابل، وذلك بعد ثورة في الإقليم السومري في على حكم بابل قادها ايلوما ايلو وخلفه إتي إيلي نيبي، حيث انفصلت واستقلت عن السلطة المركزية في بابل، وجعلت من أور الواقعة بين المستنقعات عاصمة لها، حيث استمرت بكيانها على طرف الصراع على بابل بين العموريين والحصيين أسفل بابل.
كان الملك الثاني لهذه السلالة هو إتي إيلي نيبي، ويعني أسمه ( الله هو حسبي، أو أنت يا إيل ربي) حسب قائمة الملوك التقليديين، كما ورد أسمه أيضاً بـ(إتيلي) في قائمة أخرى، وقد استمرت فترة حكمه لمدة 56 سنة، وخلفه في الحكم دامق إيليشو الثاني.

## الهوامش
1. ↑  ناصر الصمادي، د.إسماعيل (2015). التأريخ التوراتي.. والتاريخ. الكتاب الثاني، التأريخ التوراتي المزيف. سوريا ، دمشق: دار مؤسسة رسلان. مؤرشف من الأصل في 2019-12-09.